# Operació Narcís
L'Operació Narcís (anglès: Operation Narcissus) va ser un atac llançat per 40 membres del SAS contra un far a la costa sud-est de Sicília. L'equip desembarcà el 10 de juliol de 1943 amb la missió de capturar el far i la zona del voltant.
Tot i els informes d'intel·ligència, la zona estava deshabitada, per la qual cosa no era cap amenaça per als propers desembarcaments de Husky. Els SAS van retirar-se sense haver disparat ni un sol tret.